# Royale Association Athlétique Louviéroise
La Royale Association Athlétique Louviéroise, sovint anomenat La Louvière o RAAL, és un equip de futbol belga de la ciutat de La Louvière.

## Història
El club va ser fundat el 26 de desembre de 1912 amb el nom de Association Athletique Louvieroise. L'any següent s'afilià a la federació belga. El 1937 obtingué el títol de Société Royale i esdevingué Royale Association Athletique Louvieroise.

## Palmarès
- Segona divisió belga de futbol-Ronda final (3):
  - 1975, 1977, 2000
- Copa belga de futbol (1):
  - 2002-03

## Futbolistes destacats
| - Michael Cordier - Guy Dardenne - Fred Tilmant - Alan Haydock - Nordin Jbari - Silvio Proto - Thierry Siquet - Benoît Thans - Gunter Van Handenhoven - Fadel Brahami | - Rafik Djebbour - Maamar Mamouni - Jean-Jacques Missé-Missé - Michael Klukowski - Asmir Begovic - Mathieu Assou-Ekotto - Mario Espartero - Michaël Murcy - Nicolas Ouédec - Claude-Arnaud Rivenet | - Geoffray Toyes - George Blay - Wagneau Eloi - Aco Stojkov - Manasseh Ishiaku - Peter Odemwingie - Egutu Oliseh - Ante Šimundža - Önder Turacı - Oguchi Onyewu |